# Lekcja przetrwania
Lekcja przetrwania (tytuł oryg. The Edge) – amerykański dramat przygodowy z 1997 roku w reżyserii Lee Tamahoriego.

## Opis fabuły
Miliarder Charles Morse towarzyszy swojej żonie, modelce Mickey, i fotografowi Robertowi Greenowi w sesji fotograficznej w górach Alaski. Wkrótce Charles podejrzewa, że Mickey go zdradza, a Robert jest prawdopodobnie tym trzecim. Podczas lotu samolot wpada w klucz gęsi, i rozbija się. Obaj mężczyźni muszą przetrwać w ekstremalnych warunkach.

## Obsada
- Anthony Hopkins – Charles Morse
- Alec Baldwin – Robert Green
- Elle Macpherson – Mickey Morse
- Harold Perrineau Jr. – Stephen
- L.Q. Jones – Styles
- Kathleen Wilhoite – Ginny
- David Lindstedt – James